# Тринітротолуол
Тринітротолуол (тринітротолуен, ТНТ, тротил, тол) — хімічна речовина з формулою C6H2(NO2)3CH3. Це тверда речовина від світло-жовтого до світло-коричневого кольору, що використовується в хімії як реактив, але найбільш знана як потужний вибуховий матеріал зі зручними для використання властивостями. Бомба, зроблена з ТНТ, розглядається як стандартна міра сили вибуху інших вибухових речовин. Сила вибуху вимірюється у тротиловому еквіваленті, наприклад сила вибуху атомної бомби. У США тротил у промисловості й гірничій справі не застосовують від початку 1990-х через токсичність продуктів вибуху.

## Загальний опис
Литий або пресований тронітротолуол можна підпалити. Він горить без вибуху жовтуватим полум'ям. Для вибуху зазвичай необхідно застосування детонатора, хоча порошкоподібний тротил з домішками може мати підвищену чутливість до зовнішніх впливів, у тому числі й до вогню. Незважаючи на стабільність ТНТ в багатьох застосуваннях і його намагаються замінити на ще більш стабільні вибухові речовини, наприклад, ЗС США планують замінити тротил у великокаліберних снарядах на речовину IMX-101.
Має властивості антибіотика, раніше застосовувався в медицині у складі протигрибкових препаратів «Лікватол» та «Унгветол», але через токсичність і появу ефективніших лікарських засобів практично вийшов із медичного вжитку.
Тринітротолуол отримав 1863 року німецький хімік Юліус Вільбранд.

## Характеристики і застосування
Тротил являє собою білі кристали, що жовтіють на світлі. Температура затвердіння 80,6 °C, густина монокристалу 1663 кг/м³, гравіметрична густина 900–1000 кг/м³. 
Тротил — сильнобризантна вибухова речовина з порівняно малою чутливістю до механічних впливів. Негігроскопічний, погано розчиняється у воді, але добре в органічних розчинниках (піридин, ацетон, толуол, хлороформ). Тротил хімічно стійкий, може зберігатися довгий час без розкладання зі збереженням вибухової здатності.
Вибухові властивості тротилу:
Температура плавлення: 82 ºС
температура займання: 290–310 °C;
сприйнятливість до детонації: задовільна (граничний ініціюючий заряд азиду свинцю 0,1 г, гримучої ртуті 0,38 г);
ударно-хвильова чутливість: 0,7 ГПа;
розширення у свинцевій бомбі: 285 мл; 
Бризантність: 16 мм;
Фугасність: 285 см³
швидкість детонації: при густині 1600 кг/м³ — 7 км/с;
Чутливість до удару за стандартною пробою: 8%
об'єм газоподібних продуктів: 730 л/кг;
Швидкість ударної хвилі: 8250 м/с;
Тиск на фронті ударної хвилі: 820 кг/см2;
Швидкість розльоту продуктів вибуху: 2900 м/с;
Температура вибуху: 2820 ºС;
теплота вибуху: при густині 1500 кг/м³ — 4240 кДж/кг;
критичний діаметр порошкоподібного тротилу: 8–10 мм;
граничний діаметр детонації: 32 мм;
Термостійкість тринітротолуолу: 215 °C.
Гарантійний термін зберігання: 20 років.
Вибух 1 кг тротилу залежно від відстані спричиняє в людини тяжкі травми, контузії, знепритомнення або смерть. При вибуху 1 кг тротилу відносно безпечною відстанню є 12 м від центру вибуху.
Зі збільшенням густини тротилу детонаційна здатність збільшується, чутливість до детонації знижується. До ударів, тертя і теплових подразників мало чутливий; горить жовтим полум’ям, що сильно коптить, без вибуху; в замкнутому середовищі горіння може перейти в детонацію. При прострілі кулею не вибухає і не загоряється. 
Тротил отримують у результаті обробки толуолу в суміші азотної та сірчаної кислот. 
Використовують як індивідуальну вибухову речовину, так і в різних вибухових сумішах. У чистому вигляді або в суміші з гексогеном або тетранітропентаеритритом (ТЕНом) широко застосовується у вигляді литих і пресованих шашок як проміжні детонатори, кумулятивні заряди для дроблення негабаритів, заряди для сейсморозвідки. Тротил входить до складу багатьох аміачно-селітрових вибухових речовин. У чистому вигляді, у вигляді гранул (гранулотол, гранітол, пелетол, нітропел, гранатол) або в суміші з алюмінієвим порошком (алюмотол, гранатол А, айригел) використовується в ряді країн як водостійка вибухова речовина при відкритій розробці корисних копалин. Тринітротолуол токсичний (ГДК 1 мг/м³), при роботі з ним необхідно використовувати спецодяг і засоби захисту органів дихання.
Конвертол отримують шляхом виплавки з снарядів тротилу і наступного його ґранулювання.

## Тротилові шашки
Для проведення вибухових робіт тротил поступає у війська у вигляді пресованих тротилових шашок:
- великі (50×50×100 мм, вагою 400 г);
- малі (25×50×100 мм, вагою 200 г),
- бурові (довжиною 70 мм, діаметром 30 мм, вагою 75г).

Шашки мають запальні гнізда під КД-8. Тротилові шашки вагою 400 г та 75 г мають запальне гніздо з різьбою під ЕДП-Р або запал МД-5М.

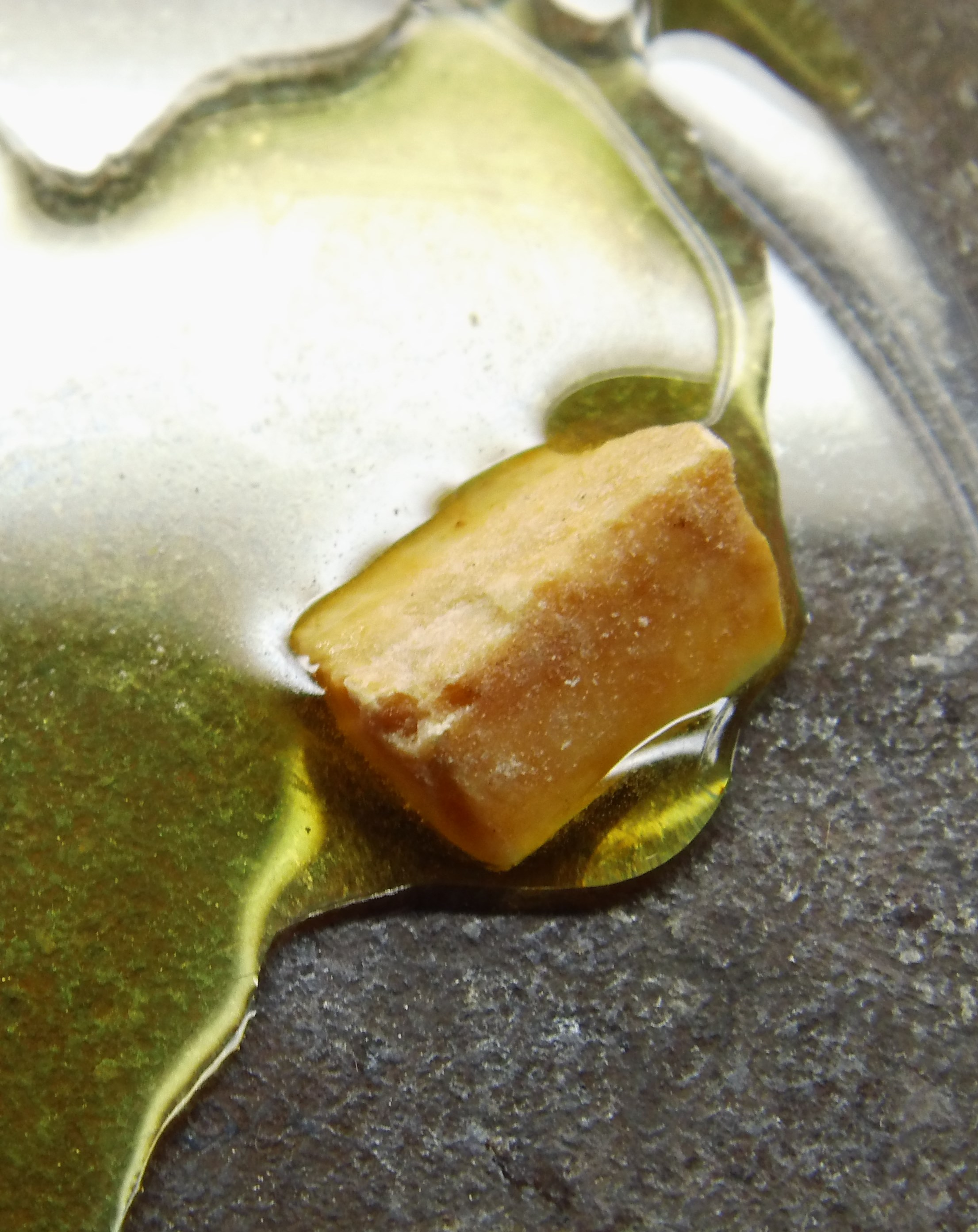
Плавлення тротилу при температурі 81°C
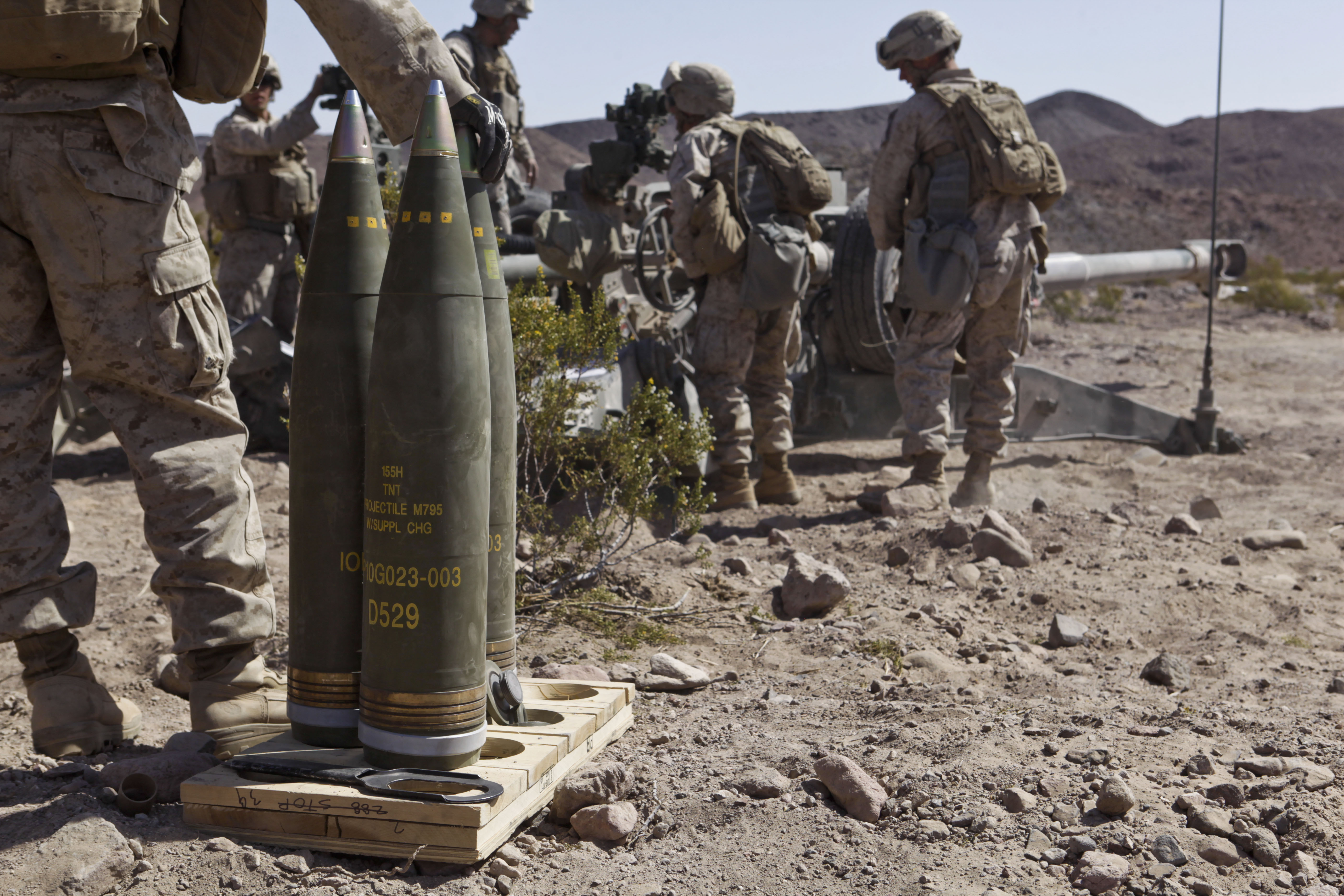
Артилерійські снаряди M795 із встановленими запалами, маркуванням, що вказує на заправку тротилом
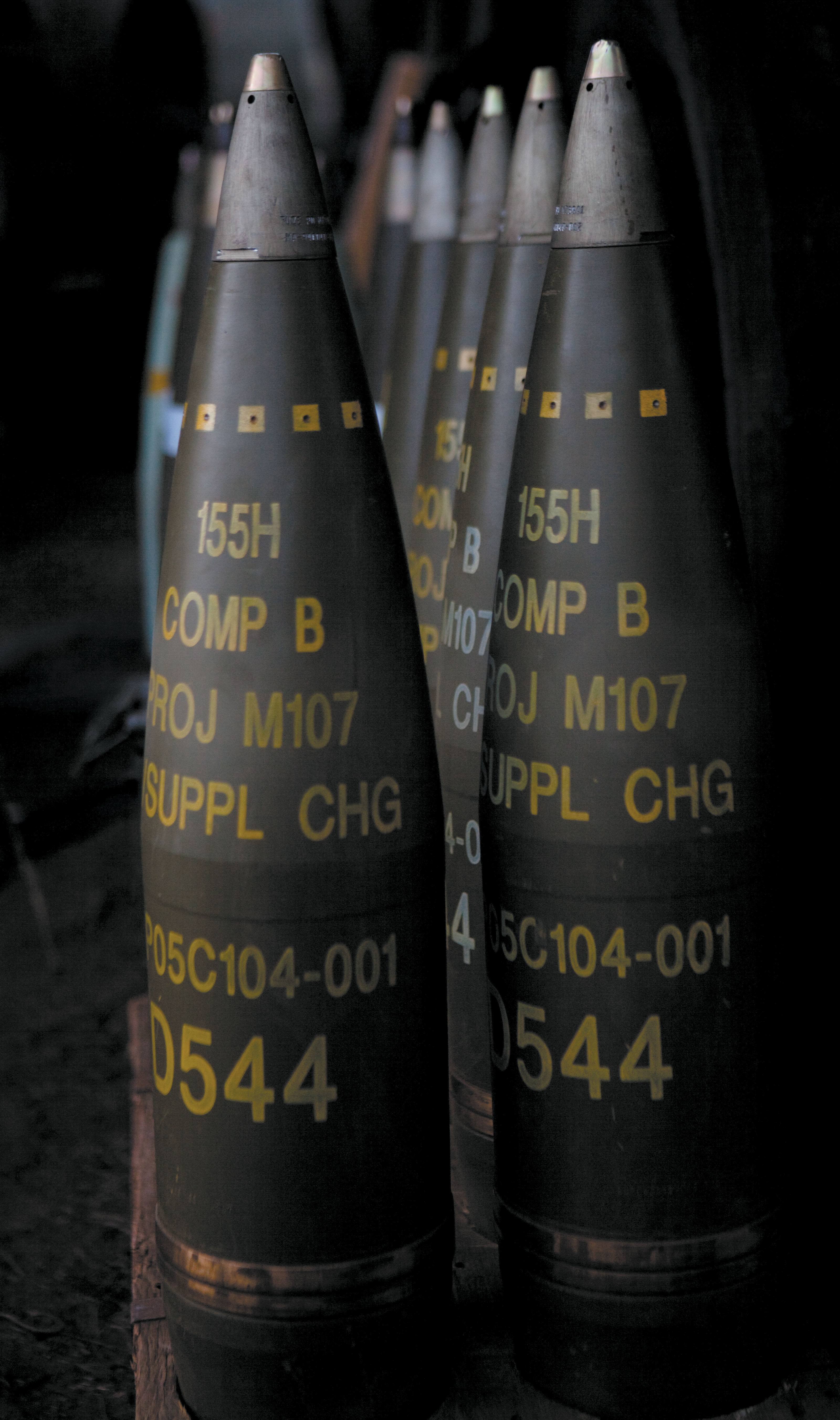
Артилерійські снаряди М107. Усі вони мають маркування, що вказує на заправку "Comp B" (суміш тротилу та гексогену) і мають запобіжники.
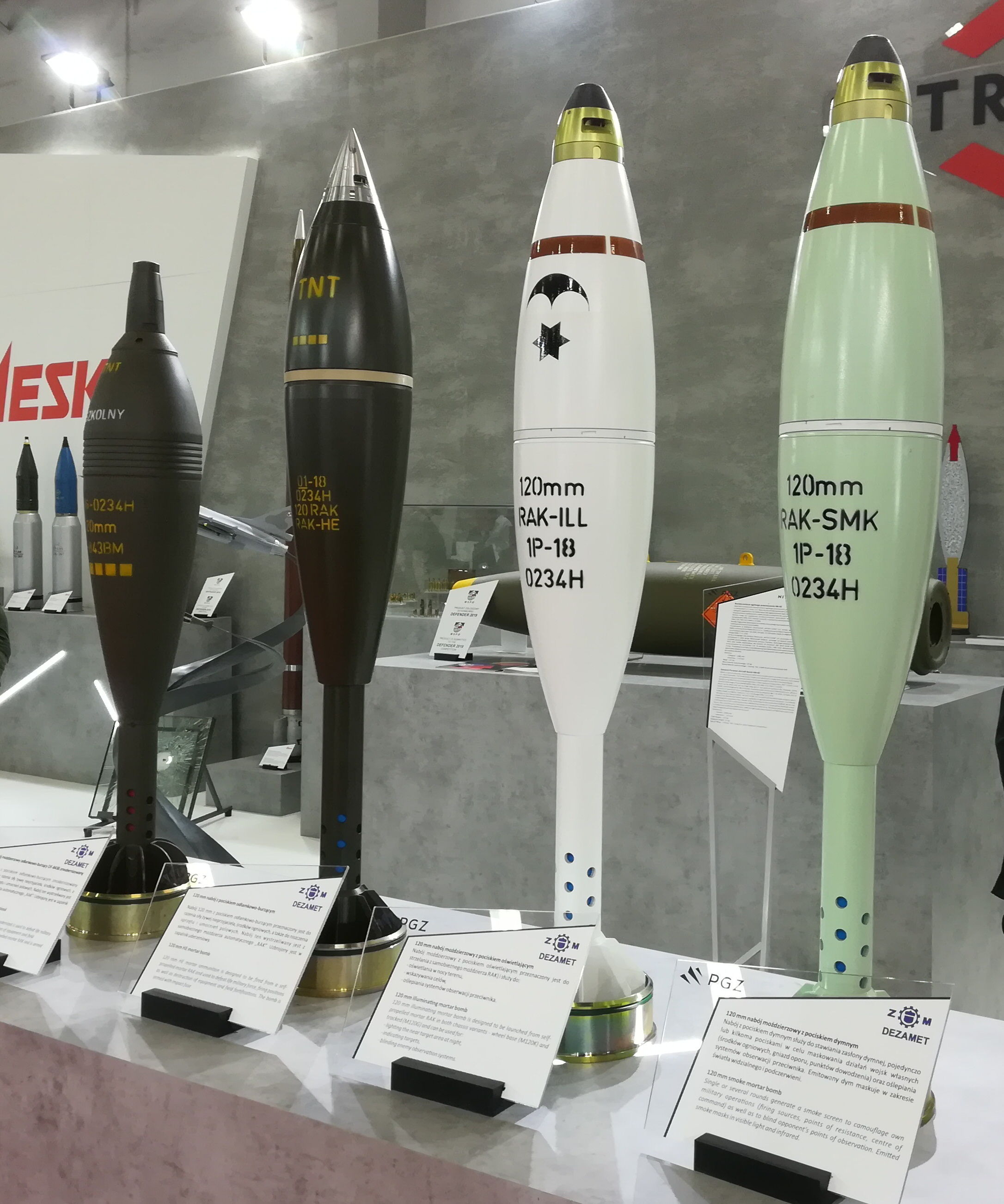
Група мінометних мін М120 «RAK». Темно-зелені снаряди зліва нанесені трафаретом для позначення начинки з тротилом

## Отримання та виробництво
Перший етап: нітрування толуолу сумішшю азотної та сірчаної кислот до моно- і динітротолуолів. Сірчана кислота використовується як водовідвідний агент.
{\displaystyle {\ce {2C6H5CH3->[{\ce {HNO3,\ H2SO4}}]C6H4CH3(NO2){}+C6H3CH3(NO2)2}}}
Другий етап: суміш моно- і динітротолуолу нітрують у суміші азотної кислоти та олеуму.
{\displaystyle {\ce {C6H4CH3(NO2){}+C6H3CH3(NO2)2->[{\ce {HNO3,\ H2SO4}}]C6H2CH3(NO2)3}}}
Надлишок кислоти від другого етапу можна використовувати для першого.
Олеум використовується як водовіднімний агент.